# Серпенте Аурео (театр)
Театр Серпенте Аурео (італ. Teatro Serpente Aureo) — історичний оперний театр у місті Оффіда, провінція Асколі-Пічено, регіон Марке, Італія. Збудований у 1862 році за проєктом архітектора П'єтро Маджі у стилі пізнього бароко. Театр є одним з архітектурних та культурних символів міста, вирізняється характерною підковоподібною формою зали, багатим внутрішнім оздобленням та збереженими театральними традиціями. Нині використовується для культурних заходів, концертів, театральних вистав і святкувань, зокрема в межах щорічного карнавалу.

## Історія
Згідно з архівними документами, ще до 1768 року в залі засідань Палаццо Комунале в Оффіді існувала сценічна платформа, що використовувалася для театральних вистав. Особливістю тієї сцени була відсутність станових обмежень: вона була доступною для всіх верств населення. 8 липня 1768 року міська рада затвердила проєкт містян Паоло Чіполлетті та Гаетано Кастеллотті зі створення нового дерев’яного театру з повноцінною сценою, двадцятьма дев’ятьма ложами, розташованими у три яруси, та галереєю .
Проєкт передбачав будівництво лише першого поверху з цегли, а фінансування мало здійснюватися виключно за рахунок приватних осіб. Комуна, зі свого боку, звільнялася від витрат, отримуючи натомість право користування центральною ложею. Приватним особам пропонувалися ложі за плату в розмірі восьми скуді. Театр був збудований у 1771 році, але згодом з'ясувалося, що його місткість є недостатньою: багатьом дворянським родинам не вистачило лож, а партер виявився надто тісним. Крім того, відстань між глядачами в партері та нижнім ярусом лож була занадто малою.
Попри ці незручності, конструкція театру залишалася незмінною до 1820 року. Ще в жовтні 1801 року було ухвалено рішення про його радикальну реконструкцію[джерело?]: Паоло Чіполлетті був призначений відповідальним за перебудову, а проєкт підготував архітектор П'єтро Маджі. Будівництво нової будівлі розпочалося у 1820 році в північній частині подвір’я Палаццо Комунале і завершилося у 1862 році.

## Архітектура та оформлення
Сучасна будівля театру, завершена у 1862 році, є прикладом театру італійського типу з підковоподібною залою та барочним декоративним оздобленням. Вхід до театру розташований під портиком Палаццо Комунале, оскільки будівля не має власного фасаду. Глядацька зала включає 50 лож, розташованих на трьох ярусах, а також партер і галерею. У фойє встановлено чотири статуї, що зображують муз.

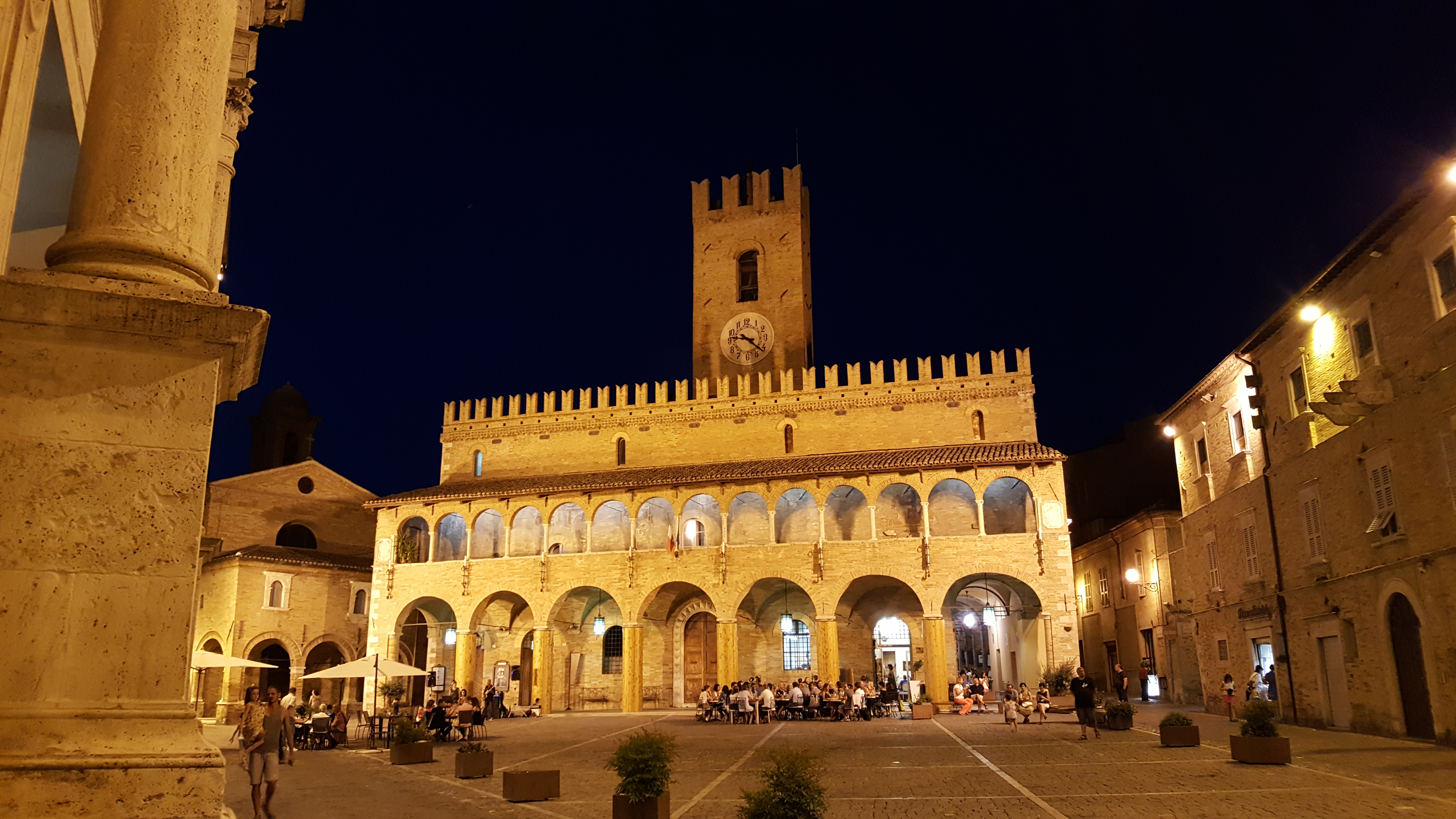
Палаццо Комунале в Оффіді — історична будівля XIII–XV століть, у внутрішньому дворі якої розташований театр. Вхід до театру знаходиться під аркадою в центрі фасаду.

Інтер'єр прикрашають позолочені різьблені елементи та ліпнина на зеленому тлі, виконані Джованні Баттістою Бернарді. Склепінчасту стелю розписав художник Альчіде Аллеві: фреска зображує Аполлона та муз. По периметру зали розміщено вісім медальйонів із зображеннями видатних композиторів опери та драми. Центральним елементом оздоблення є художня люстра з кришталевими кулями. Сцену прикрашає оригінальна завіса із зображенням легендарного Золотого Змія, від якого й походить назва театру.

## Реставрації та зміни у XX–XXI століттях
У XX столітті театр неодноразово піддавався реставраційним і технічним модернізаціям. У листопаді 1907 року газове освітлення було замінено на електричне. У 1922 році за проєктом інженера Дж. Кондьо було знижено рівень партеру. Між 1928 та 1930 роками інженер Росіні провів роботи зі зміцнення конструкцій будівлі.
У 1950 році одна з лож була переобладнана на кінопроекційну кабіну, а у 1954 році повністю замінили підлогове покриття та встановили систему опалення. У 1991 році розпочався новий етап реконструкції з монтажем сучасних інженерних систем, який завершився у 2002 році. Того ж року відбулося офіційне повторне відкриття театру.

## Сучасне використання
Театр Serpente Aureo продовжує функціонувати як багатофункціональний культурний майданчик під прямим управлінням адміністрації комуни Оффіда. У ньому відбуваються театральні вистави, концерти, фестивалі, офіційні церемонії (зокрема й цивільні шлюби) та традиційні карнавальні бали. Загальна місткість театру становить 317 місць. Особливо відомі масштабні карнавальні бали — так звані Veglionissimi, — що проводяться тут щороку.
Театр є однією зі сцен Асоціації театральної діяльності Марке (AMAT) та регулярно використовується для гастролей, освітніх програм і культурних ініціатив. У 2000-х роках у театрі проходили резиденції сучасних театральних труп у межах проєктів зі створення глядацької аудиторії та взаємодії з територією.
У вересні в театрі проводиться фестиваль Offida Opera Festival, присвячений камерній та оперній музиці високого рівня. Крім того, театр бере участь у міських карнавальних урочистостях, під час яких Оффіда перетворюється на центр народних гулянь.
У січні 2025 року театр Serpente Aureo було офіційно включено до колективної заявки на внесення до Списку всесвітньої спадщини ЮНЕСКО разом із ще тринадцятьма історичними театрами регіону Марке. Проєкт подано на розгляд з очікуваною датою ухвалення рішення у 2026 році. Кандидатура підкреслює архітектурну цінність будівлі, її роль у музичному та театральному житті регіону, а також значення театру як символу культурної ідентичності міста Оффіда.